# أليخاندرو أوليفاريس
أليخاندرو أوليفاريس هو سياسي مكسيكي، ولد في 13 نوفمبر 1976 في ولاية مكسيكو في المكسيك. نشط حزبياً في الحزب الثوري المؤسساتي. وقد انتخب عضو مجلس النواب المكسيك ‏.